# Biserică particulară
Biserică particulară, concept în teologia creștină, în ramura eclesiologie.

## În general
În general, îndeosebi în teologia protestantă și ortodoxă răsăriteană, prin biserică particulară se înțelege o uniune de Biserici locale, ce au un bagaj comun, de natură istorico-culturală și geografică.

## În Biserica Catolică
Conform Codului Canonic al Bisericii Catolice, o Biserică particulară este oricare comunitate eclesiastică organizată, care se află în comuniune deplină cu Episcopul Romei, fiind astfel parte a Bisericii Catolice.
Canonul 368 Arhivat în 17 iunie 2007, la Wayback Machine. explică: "Bisericile particulare, în care și din care se constituie Biserica Catolică, sunt în general dieceze. Dacă nu se stabilește altfel, următoarele sunt considerate ca echivalente ale diecezelor: prelaturile teritoriale, abațiile teritoriale, vicariatele apostolice, prefecturile apostolice și administrațiile apostolice permanente." Mai pot fi considerate Biserici particulare și grupurile de Biserici locale care împărtășesc o tradiție specifică liturgică, teologică și canonică, și anume Bisericile de rit latin, care formează Biserica Romană, și alte Biserici de rit oriental, sau Biserici Orientale, care au fost recunoscute prin Decretul Conciliului Vatican II despre Bisericile Catolice Răsăritene Orientalium Ecclesiarum, ca "biserici particulare sau rituri".
În teologia catolică, comuniunea Bisericii Catolice se realizează prin comuniunea Bisericilor particulare, de rit latin sau oriental, cu Episcopul Romei, care este considerat capul vizibil al Bisericii. Bisericile particulare aflate in comuniune cu Episcopul Romei constituie Sfânta Biserică Romană (Sanctæ Romanæ Ecclesiæ). Deși neoficial sintagma este folosită doar pentru Bisericile de rit latin, Sfânta Biserică Catolică este constituită în egală măsură de Bisericile de rit latin și de Bisericile orientale, aflate în comuniune.
Conform Codului Canonic al Bisericii Catolice din 1983, Biserici particulare sunt considerate doar Bisericile locale legal constituite (Can. 373: Unius supremae auctoritatis est Ecclesias particulares erigere; quae legitime erectae, ipso iure personalitate iuridica gaudent). Pentru celelalte Biserici, Codul Canonic foloseste sintagma de Biserică rituale autonome (Ecclesia ritualis sui iuris). Codul Canonic al Bisericilor Orientale din 1990 folosește însă sintagma de Biserică autonome (Ecclesia sui iuris), ca în Can. 27: "Un grup de credincioși ai lui Cristos legați ierarhic în conformitate cu legea care sunt recunoscuți de autoritatea supremă a Bisericii sunt în continuare recunoscuți ca Biserică autonomă."
Comuniunea dintre Bisericile particulare a existat încă din vremea Apostolilor: "Printre expresiile particulare ale Bisericii lui Cristos se numără, încă din timpurile Apostolilor, acele entități care sunt considerate Biserici prin ele însele (Cf. Ac 8:1, Ac 11:22, 1Cor 1:2, 1Cor 16:19, Gal 1:22, Rev 1:8, Rev 2), pentru că, deși ele sunt particulare, Biserica Universală se manifestă în ele cu toate elementele sale esențiale." (Cf. Comisia Biblică Pontificală, Unité et diversité dans l'Eglise, Lib. Ed. Vaticana 1989, especially, pp. 14-28.)